# Elizabeth Barrett Browning
Elizabeth Barrett Browning (Coxhoe Hall, nabij Durham, 6 maart 1806 - Florence, 29 juni 1861) wordt beschouwd als een van de belangrijkste Engelse dichters van het victoriaans tijdperk. Ze werd bewonderd door tijdgenoten als William Makepeace Thackeray, Edgar Allan Poe en Alfred Lord Tennyson, was een bekwaam vertaler van Griekse teksten en een gepassioneerd abolitionist en feminist. Haar liefdessonnetten Sonnets from the Portuguese, waarin de bekende versregel How do I love thee? Let me count the ways voorkomt, zijn nog steeds populair. 

## Biografie

### Jeugd
Elizabeth Barrett was de oudste van elf kinderen en groeide op in Ledbury in een rijke familie die een fortuin vergaarde op de suikerplantages van Jamaica. Elizabeth was een vroegrijp kind en begon reeds op zeer jonge leeftijd met het schrijven van gedichten. Haar vader liet The Battle of Marathon, een gedicht van zijn veertienjarige dochter, in eigen beheer drukken, en toen Elizabeth zestien jaar oud was schreef ze een lang, filosofisch gedicht met de titel An Essay on Mind. In 1826 publiceerde ze haar eerste dichtbundel, An Essay on Mind and Other Poems, en in 1833 vertaalde ze de Griekse tragedie Prometheus Geboeid in het Engels.
Na de afschaffing van de slavernij ging het financieel minder goed met Brownings vader Edward Moulton Barrett, die met zijn familie Ledbury verliet en naar Sidmouth en vervolgens Londen verhuisde. Browning bleef schrijven en publiceerde in 1838 een nieuwe dichtbundel, The Seraphim and Other Poems. Ook correspondeerde ze met verschillende bekende schrijvers en dichters zoals Mary Russell Mitford.
Na de dood van haar broer Edward in een zeilongeluk in 1840 trok ze zich enkele jaren terug uit de openbaarheid. Ze had een slechte gezondheid en verliet nauwelijks haar slaapkamer. Haar bekendheid nam echter steeds verder toe, vooral met de publicatie van The Cry of the Children in 1843, gevolgd door het tweedelige Poems in 1844.

### Huwelijk

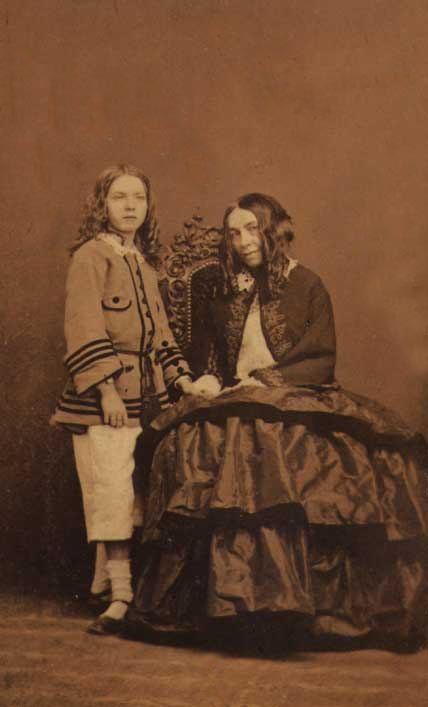
Elizabeth Barrett Browning met haar zoon "Pen"

Na de publicatie van Poems ontving ze een brief van de zes jaar jongere dichter en toneelschrijver Robert Browning (1812-1889), die toen nog vrij onbekend was. Ze ontmoetten elkaar, werden verliefd en trouwden in het geheim in 1846, omdat haar strenge vader zijn kinderen niet toestond om te trouwen. Het stel vertrok naar Italië en ging in Florence wonen, in het herenhuis Casa Guidi, nu een museum. Hier schreef Barrett Browning het politiek getinte Casa Guidi Windows (1851), sterk beïnvloed door de Italiaanse eenwordingsstrijd, het Risorgimento. Elizabeth Barrett Browning en Robert Browning kregen een zoon, de kunstenaar Robert Barrett Browning (1849-1912), bijgenaamd "Pen".
De film The Barretts of Wimpole Street (1934) was gebaseerd op de beroemde romance tussen Elizabeth Barrett Browning en haar man. Norma Shearer werd genomineerd voor een Oscar voor haar rol als Elizabeth Barrett Browning.

### Laatste jaren

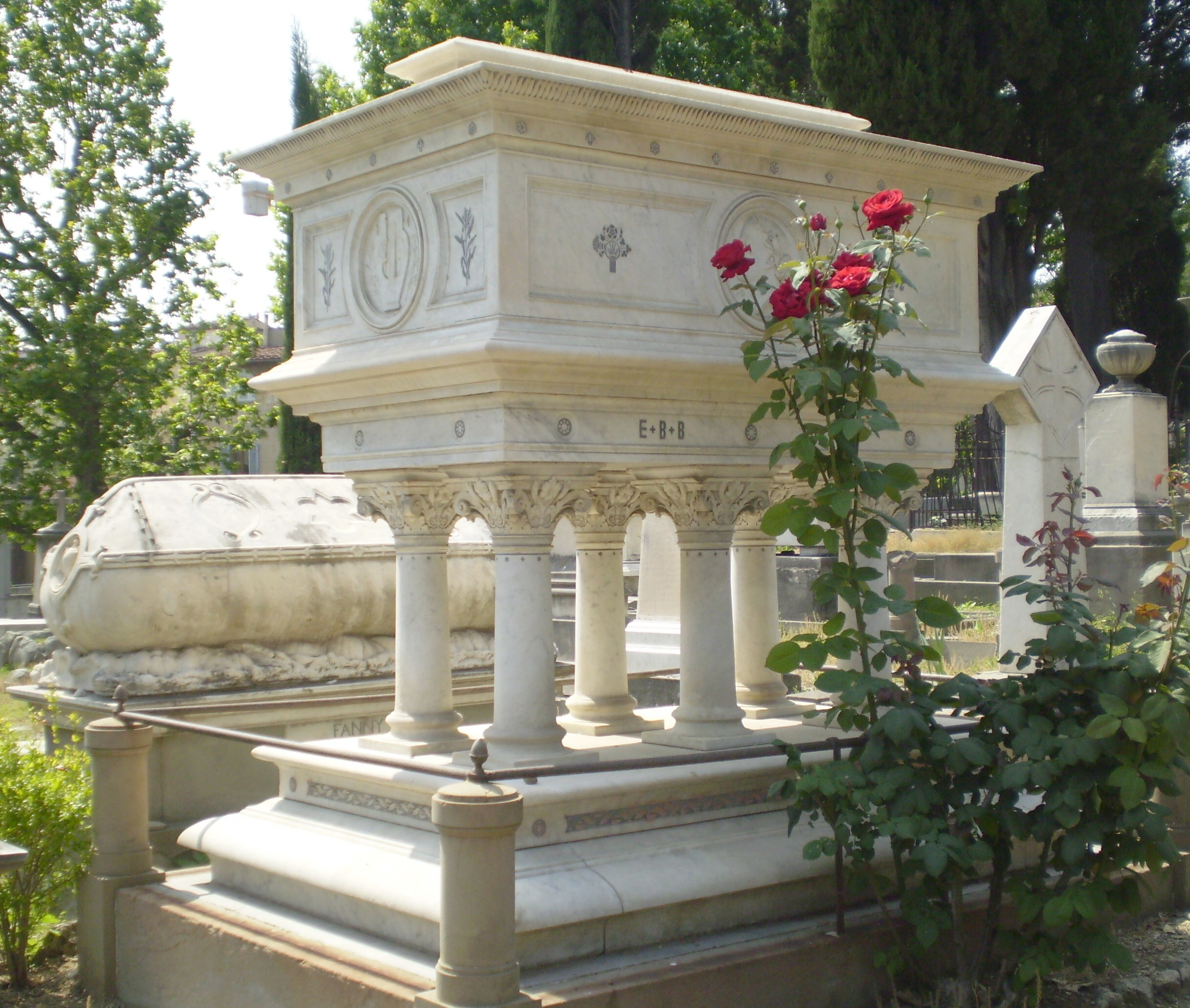
Het graf van Barrett Browning in Florence

Barrett Brownings meest ambitieuze werk, het epische gedicht Aurora Leigh, verscheen in 1856. Tijdens haar laatste levensjaren ontwikkelde ze een interesse in spiritisme en het occulte, maar ze was op het obsessieve af vooral bezig met Italiaanse politiek. In 1860 publiceerde ze nog een kleine verzameling politieke gedichten, Poems before Congress, voordat haar gezondheid verslechterde en ze op 29 juli 1861 overleed. Ze werd begraven op de Engelse Begraafplaats (Cimitero degli Inglesi) in Florence, in een praalgraf ontworpen door de Engelse schilder en beeldhouwer Frederic Leighton.

## Werken
- An Essay on Mind and Other Poems (1826)
- The Seraphim and Other Poems (1838)
- The Cry of the Children (1843)
- Poems (1844)
- Sonnets from the Portuguese (1850). Vertaald als: Portugeesche sonnetten. 1915
- Casa Guidi Windows (1851)
- Aurora Leigh (1856). Vertaald als: Aurora Leigh. 1883
- Poems before Congress (1860)
- Tailor made (1985). Vertaald als: Oost, west .... Gilze, De Vrijbuiter, 1985 ISBN 90-6232-391-X

### Sonnets from the Portuguese
Sonnets from the Portuguese, geschreven in 1845-1846 en oorspronkelijk uitgegeven in 1850, is een verzameling van 44 sonnetten over de liefde tussen haar en haar man Robert. Gedicht nummer 43 uit deze verzameling bevat een van de bekendste versregels uit de Engelse literatuur: How do I love thee? Let me count the ways:
How do I love thee? Let me count the ways.
I love thee to the depth and breadth and height
My soul can reach, when feeling out of sight
For the ends of Being and ideal Grace.
I love thee to the level of everyday's
Most quiet need, by sun and candlelight.
I love thee freely, as men strive for Right;
I love thee purely, as they turn from Praise.
I love thee with the passion put to use
In my old griefs, and with my childhood's faith.
I love thee with a love I seemed to lose
With my lost saints,—I love thee with the breath,
Smiles, tears, of all my life!—and, if God choose,
I shall but love thee better after death.
Vertaling
Hoe ik je liefheb? Laat me de wijzen noemen.
Ik heb je lief zo hoog en diep en wijd
mijn ziel kan reiken, tot voorbij doem en
grens van eigen zijn en zaligheid.
Ik heb je lief, van dag tot dag, gewoon
bij zon en kaarslicht, vervuld van kalm verlangen,
als vrije mens met recht op liefdesloon,
Ik heb je lief, zo puur als kerkgezangen.
Ik heb je lief met passie voor het helen
van oud zeer, en mijn geloof als kind.
Ik heb je lief met wat ik niet kon geven
aan mijn verloren heiligen, Ik bemin je
Met elke traan en lach, en na het leven,
zo God het wil, bemin ik je nog meer.
– J. Grandgagnage

## Eerbetoon
In 1985 werd een inslagkrater op de planeet Venus naar haar vernoemd.